# Roger Kumble
Roger Kumble (Harrison, 28 maggio 1966) è un regista e sceneggiatore statunitense.

## Biografia
Kumble è cresciuto a Harrison dove si è diplomato nella locale High School. Si è laureato nel 1988 alla Northwest University. Ha iniziato la sua carriera come sceneggiatore e regista nel 1993 con la satira hollywoodiana Pay or Play, che gli ha valso il premio del LA Weekly Theater Award per il miglior fumetto. Il suo secondo spettacolo 1997's d girl, con protagonista David Schwimmer, gli fece vincere quattro Dramalogue Awards. Nel 2003, ha completato la sua trilogia hollywoodiana con Turnaround, con di nuovo protagonista David Schwimmer: lo spettacolo fu un successo di critica e fece il tutto esaurito durante tutto il periodo in cui fu rappresentato a Los Angeles.
Kumble ha fatto il suo debutto cinematografico con Cruel Intentions - Prima regola non innamorarsi, film scritto da lui stesso, che aveva come protagonisti Sarah Michelle Gellar, Ryan Phillippe, Reese Witherspoon e Selma Blair; il film, un successo al botteghino, ebbe un seguito l'anno successivo.. Successivamente ha diretto La cosa più dolce..., con protagonisti Cameron Diaz, Christina Applegate, Jason Bateman e Thomas Jane, e Just Friends (Solo amici), con Ryan Reynolds, Anna Faris e Amy Smart; entrambi i film sono stati votati tra i primi venti film più sottovalutati della decennio dal New York Post. In seguito ha scritto In viaggio per il college, commedia disneyana di successo con Martin Lawrence, Raven Simone e Donny Osmond, e Puzzole alla riscossa, con Brendan Fraser e Brooke Shields, nelle sale americane dall'aprile 2010.
Dopo aver diretto In viaggio per il college nel 2008 e Puzzole alla riscossa nel 2010, nel 2019 torna alla regia di un film con Falling Inn Love - Ristrutturazione con amore.
È attivo anche in ambito televisivo avendo diretto diverse episodi in serie di grande successo quali Suits, White Collar, Pretty Little Liars e Pretty Little Liars: The Perfectionists.

## Vita privata
Vive a Los Angeles con sua moglie Mary sposata nel 2000 e tre figli.

## Filmografia

### Regista

#### Cinema
- Cruel Intentions - Prima regola non innamorarsi (1999)
- Cruel Intentions 2 - Non illudersi mai (2000)
- La cosa più dolce... (2002)
- Just Friends (Solo amici) (2005)
- In viaggio per il college (2008)
- Puzzole alla riscossa (2010)
- Falling Inn Love - Ristrutturazione con amore (2019)
- After 2 (After We Collided) (2020)
- Uno splendido disastro (Beautiful Disaster) (2023)
- Uno splendido disastro 2 - Il matrimonio (Beautiful Wedding) (2024)

#### Televisione
- Suits (2011-2019) - serie tv, 12 episodi
- White Collar (2013) - serie tv, 1 episodio
- Pretty Little Liars (2010-2017) - serie tv, 5 episodi
- Famous in Love (2017-2018) - serie tv, 3 episodi
- Life Sentence (2018) - serie tv, 1 episodio
- Pretty Little Liars: The Perfectionists (2019) - serie tv, 2 episodi

### Sceneggiatore
- Unveiled, regia di William Cole (1994)
- La scuola più pazza del mondo (1995)
- Provocateur - La spia (1998)
- Cruel Intentions - Prima regola non innamorarsi (1999)
- Cruel Intentions 2 - Non illudersi mai (2000)